# Koidma
Koidma – wieś w Estonii, w prowincji Hiuma, w gminie Kõrgessaare.
W 2012 roku, w październiku 2010 – 12 i w grudniu 2009 – 13 wieś liczyła 7 mieszkańców.